# Episodi di Casual (quarta stagione)
La quarta e ultima stagione della serie televisiva Casual, composta da 8 episodi, è stata interamente distribuita negli Stati Uniti su Hulu il 31 luglio 2018.
In Italia, la stagione è inedita.
| n° | Titolo                               | Pubblicazione USA | Pubblicazione Italia |
| -- | ------------------------------------ | ----------------- | -------------------- |
| 1  | Carrie                               | 31 luglio 2018    |                      |
| 2  | The Missing Piece                    | 31 luglio 2018    |                      |
| 3  | Virtual Reality                      | 31 luglio 2018    |                      |
| 4  | Dreams Stay With You                 | 31 luglio 2018    |                      |
| 5  | The Last Super Bowl                  | 31 luglio 2018    |                      |
| 6  | Faultless Bodies and Blameless Minds | 31 luglio 2018    |                      |
| 7  | All About You                        | 31 luglio 2018    |                      |
| 8  | Finale                               | 31 luglio 2018    |                      |